# سنت فرانسیس ریور (سنت جان ریور)
سنت فرانسیس ریور (سنت جان ریور) (به انگلیسی: Saint Francis River (Saint John River)) رودخانه‌ای است که در ایالات متحده آمریکا و کانادا جریان دارد.